# Manuel Basilio Bustamante
Manuel Basilio Bustamante Piris, né le 20 juin 1785 à la « Bande orientale » et mort en 1863 à Montevideo, est un militaire et un homme d'État uruguayen.
Il est le président de l’Uruguay du 10 septembre 1855 au 15 février 1856.

## Biographie
Membre du Parti national, c'est un homme politique qui a été sénateur du département de Maldonado (1841-1844) et du département de Paysandú (1854-1861).